# ایپوس (دیو)

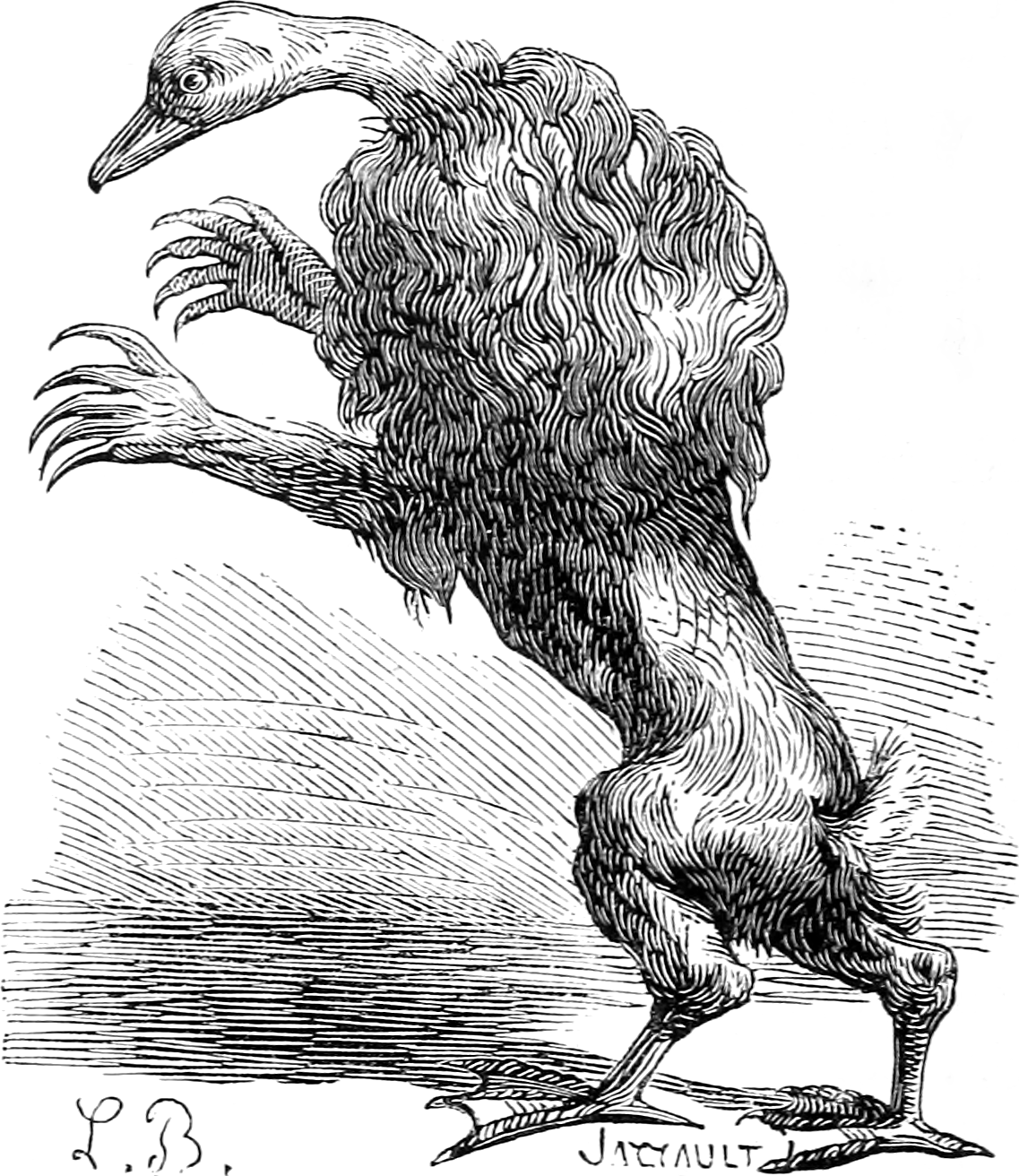
تصویری از ایپوس

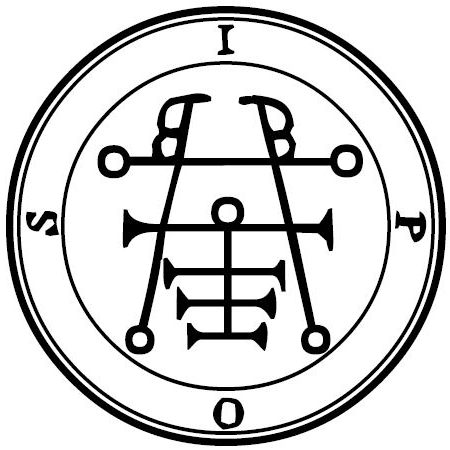
سیگیل ایپوس در کلید کوچکتر سلیمان

در دیوشناسی ایپوس (به انگلیسی: Ipos همچنین شناخته‌شده به Aiperos, Ayperos, Ayporos و Ipes) یک ارل و شاهزاده قدرتمند دوزخ است که سی و شش لژیون شیاطین را فرماندهی می‌کند. او همه‌چیز را می‌داند و می‌تواند برای جادوگر احضار کننده‌اش همه چیز را از گذشته، حال و آینده آشکار کند. ایپوس می‌تواند شجاعت و هوش را در انسان بیدار کند. او معمولاً به شکل یک فرشته با سر شیر، پاهای غاز و دم خرگوش ظاهر می‌شود. در بعضی از مواقع او به ندرت می‌تواند خود را به شکل و شمایل یک کرکس به نمایش بگذارد.

## در فرهنگ عامه
در مجموعه انیمه و مانگای ژاپنی، به مدرسه شیاطین خوش اومدی ایروما! ایپوس به‌عنوان یک معلم تاکتیک به تصویر کشیده شده است.